# John Creasey
John Creasey (Southfields, 17 settembre 1908 – New Hall, 9 giugno 1973) è stato uno scrittore inglese di gialli e fantascienza.
Usò un gran numero di pseudonimi: Gordon Ashe, Michael Halliday, Kyle Hunt, J.J. Marric, Anthony Morton e Jeremy York.

## Biografia
Fu il settimo di nove figli.
Ebbe un figlio dal primo matrimonio. Si risposò e ne ebbe 2. Si sposò 4 volte. Oltre che scrittore, Creasey divenne un membro del Partito Liberale. Alle elezioni del 1945 John era presidente della locale associazione dei Liberali a Bournemouth, dove pubblicizzò le sue opere. Ha partecipato alle elezioni di cinque anni dopo, classificandosi terzo. Nel gennaio 1966 fondò l'All Party Alliance, un gruppo che ha cercato di portare le persone migliori da tutte le zone d'Inghilterra al governo. Morì il 9 giugno 1973 a 64 anni. Nel 2007 la sua famiglia trasferì i diritti legali e il diritto d'autore di Creasey alla Owatonna Media.

## Scrittore
Creasey, in una carriera iniziata a vent'anni, scrisse circa seicento libri, firmati con ventotto pseudonimi. Ha inventato molti personaggi famosi; il più famoso è George Gideon di Scotland Yard, base per la serie televisiva L'ispettore Gideon, ma anche altri del Dipartimento Z, il dottor Palfrey, l'ispettore Roger West e il Barone (sul quale è basata una serie televisiva).
Nel 1962 vinse un Edgar Award per il miglior romanzo con Gideon's Fire, scritto con lo pseudonimo di J.J. Marric. Nel 1969 fu insignito del prestigioso premio alla carriera Grand Master Award della Mystery Writers of America.
Dopo aver pubblicato nel 1930 il romanzo poliziesco intitolato The Speacher, che vede per la prima volta come protagonista Patrich Dawlish e nel 1932 un crime-thriller, diventò scrittore di professione.

## Opere

### Ispettore George Gideon, come J. J. Marric
- Buona giornata, Gideon! (Gideon's Day 1955) Il Giallo Mondadori n. 624, 1961
- Buona caccia, Mister Gideon! (Gideon's Week 1956) Il Giallo Mondadori n. 823 ,1964
- Gideon di Scotland Yard (Gideon's Night 1957) Il Giallo Mondadori n. 520, 1959
- Il mese di Gideon (Gideon's Month 1958)  Il Giallo Mondadori n. 958, 1967
- Un esercito per Gideon(Gideon's Staff 1959) Il Giallo Mondadori n. 794, 1964
- Gideon's Risk (1960)
  - Disco rosso per l'ispettore West (pubblicato come John Creasey) Il Giallo Mondadori n. 711, 1962
  - Gideon a rapporto, (pubblicato come J. J. Marric) Il Giallo Mondadori n. 715, 1962
- Un rogo per Gideon (Gideon's Fire 1961) Il Giallo Mondadori n. 761, 1963
- Un attentato per Gideon (Gideon's March 1962)  Il Giallo Mondadori n. 868, 1965
- Un autobus per Mister Gideon (Gideon's Ride 1963)  Il Giallo Mondadori n. 853, 1965
- Gideon alle urne (Gideon's Vote 1964) Il Giallo Mondadori n. 1120, 1970
- Date a Gideon quel che è di Gideon (Gideon's Lot 1965)  Il Giallo Mondadori n. 971, 1967
- Gideon scopre l'America (Gideon's Badge 1966) Il Giallo Mondadori n. 1006, 1968
- La collera di Gideon (Gideon's Wrath 1967) Il Giallo Mondadori n. 1046, 1969
- Acque torbide per Gideon (Gideon's River 1968) Il Giallo Mondadori n. 1131, 1970
- Forza, Gideon! (Gideon's Power 1969) Il Giallo Mondadori n. 1161, 1971
- Gideon: olimpiadi del delitto	 (Gideon's Sport 1970) Il Giallo Mondadori n. 1228, 1972
- L'importanza di chiamarsi Gideon (Gideon's Art 1971) Il Giallo Mondadori n. 1263, 1973
- Gideon e i suoi uomini (Gideon's Men 1972) Il Giallo Mondadori n. 1295, 1973
- Gideon e il quarto potere (Gideon's Press 1973) Il Giallo Mondadori n. 1348, 1974
- Gideon's Fog (1975)
- A due passi da casa Gideon (Gideon's Drive 1976) Il Giallo Mondadori n. 1571, 1979

### Serie di Patrick Dawlish, come Gordon Ashe
- The Speaker (1939)
- Death on Demand (1939)
- Terror by Day (1940)
- Secret Murder (1940)
- 'Ware Danger (1941)
- Murder Most Foul (1941)
- There Goes Death (1942)
- Death in High Places (1942)
- Death in Flames (1943)
- Two Men Missing (1943)
- Rogues Rampant (1944)
- Death on the Move (1945)
- Invitation to Adventure (1946)
- Here is Danger (1946)
- Give Me Murder (1947)
- Patrick Dawlish: arrivano i nostri (Murder Too Late (1947) Il Giallo Mondadori n. 1365, 1975
- Engagement with Death (1948)
- Dark Mystery (1948)
- A Puzzle in Pearls (1949)
- Kill or Be Killed (1949)
- Murder with Mushrooms (1950)
- The Dark Circle (1951)
- Apri gli occhi, Dawlish! (Death in Diamonds 1951) Il Giallo Mondadori n. 1320, 1974
- Missing or Dead (1951)
- La morte ha fretta (Death in a Hurry 1952) Il Giallo Mondadori n. 1341, 1974
- Sleepy Death (1953)
- The Long Search (1953) titolo USA Drop Dead, (1954)
- Death in the Trees (1954)
- Double for Death (1954)
- The Kidnapped Child (1955) (o The Snatch)
- Day of Fear (1956)
- Wait for Death (1957)
- Patrick Dawlish: imputato alzatevi (Come Home to Death 1958) titolo USA The Pack of Lies (1959) Il Giallo Mondadori n. 1409, 1976
- Elope to Death (1959)
- Patrick Dawlish: io ti ucciderò (Don't Let Him Kill 1960) titolo USA The Man Who Laughed at Murder, (1960) Il Giallo Mondadori n. 1444, 1976
- The Crime Haters (1961)
- Rogues' Ransom (1962)
- Death from Below (1963)
- Di ricatto si muore (The Big Call 1964) Il Giallo Mondadori n. 1310, 1974
- Una promessa brillante  (A Promise of Diamonds 1964) Longanesi, Milano 1972
- A Taste of Treasure (1966)
- Ai ferri corti (A Clutch of Coppers 1967) Il Giallo Mondadori n. 1196, 1972
- A Shadow of Death (1968)
- A Scream Of Murder (1969)
- A Nest of Traitors (1970)
- A Rabble of Rebels (1971)
- A Life for a Death (1972)
- A Herald of Doom (1973)
- A Blast of Trumpets (1974)
- A Plague of Demons (1975)

### Serie del dottor Palfrey, come John Creasey
- Traitor's Doom (1942)
- The Valley of Fear o The Perilous Country (1943)
- The Legion of the Lost (1943)
- Dangerous Quest (1944)
- Death in the Rising Sun (1945)
- The Hounds of Vengeance (1945)
- Shadow of Doom (1946)
- The House of the Bears (1946)
- Dark Harvest (1947)
- The Wings of Peace (1948)
- The Sons of Satan (1948)
- The Dawn of Darkness (1949)
- The League of Light (1949)
- The Man Who Shook the World (1950)
- The Prophet of Fire (1951)
- The Children of Hate o The Killers of Innocence (1952)
- The Touch of Death (1954)
- The Mists of Fear (1955)
- The Flood (1956)
- The Plague of Silence (1958)
- The Drought o Dry Spell (1959)
- The Terror (1962)
- The Depths (1963)
- The Sleep (1964)
- The Inferno (1965)
- The Famine (1967)
- The Blight (1968)
- The Oasis (1969)
- The Smog (1970)
- The Unbegotten (1971)
- The Insulators (1972)
- The Voiceless Ones (1973)
- The Thunder-Maker (1976)
- The Whirlwind (1979)

Sono stati tradotti in lingua italiana:
- L'avventura del dott. Palfrey (Shadow of Doom, 1946); traduzione di Bruno Tasso, Il Romanzo per Tutti anno III-n. 24, Corriere della Sera, 1947
- Terrore su Londra (The Terror: The Return of Dr. Palfrey, 1962); traduzione di Bianca Russo, Urania 303, Arnoldo Mondadori Editore, 1963

### Altri
- La montagna degli orrori (Touch of Death, 1954); traduzione di Mario Galli, Urania 263, Arnoldo Mondadori Editore, 1961
- Il diluvio (The Flood, 1956); traduzione di Beata Della Frattina, Urania 319, Arnoldo Mondadori Editore, 1963

Ha scritto inoltre:
- come John Creasey: Chief Inspector Roger West series (1942-1978), The Toff series (1938-1978), Sexton Blake series (1937-1943), The Department Z series (1933-1957)
- come Anthony Morton: The Baron series (1937-1979)
- come Norman Deane: The Bruce Murdoch series (1939-1942), The Liberator series (1943-1945)
- come Robert Caine Frazer: The Mark Kilby series (1959-1964)
- come Jeremy York: The Superintendent Folly series (1942-1948)
- come Michael Halliday (Regno Unito) e come Jeremy York (Stati Uniti) The Fane Brothers series
- come Michael Halliday (Regno Unito) e come Kyle Hunt (Stati Uniti) The Doctor Cellini series